# Titan in der organischen Chemie

Titan(IV)-chlorid, ein oft genutztes Titan-Reagenz

In verschiedenen Anwendungsbereichen wird Titan in der organischen Chemie verwendet. Viel verwendete Reagenzien sind insbesondere Titan(IV)-chlorid, Tetraisopropylorthotitanat und Titanocendichlorid sowie verschiedene davon abgeleitete Verbindungen. Von enormer industrieller Bedeutung sind Ziegler-Natta-Polymerisationen. Daneben werden Titan-Reagenzien auch oft für Olefinierungen verwendet, beispielsweise das Tebbe-Reagenz, als Lewis-Säuren, sowie in der Sharpless-Epoxidierung.

## Organo-Titan-Verbindungen
Verschiedene Alkyltitan-Verbindungen sind bekannt, jedoch sind diese allgemein sehr instabil. Tetramethyltitan beispielsweise zersetzt sich auch in Lösung schon bei Raumtemperatur. Tetrabenzyltitan ist demgegenüber vergleichsweise stabil und konnte als Kristall isoliert werden.

## Ziegler-Natta-Katalyse

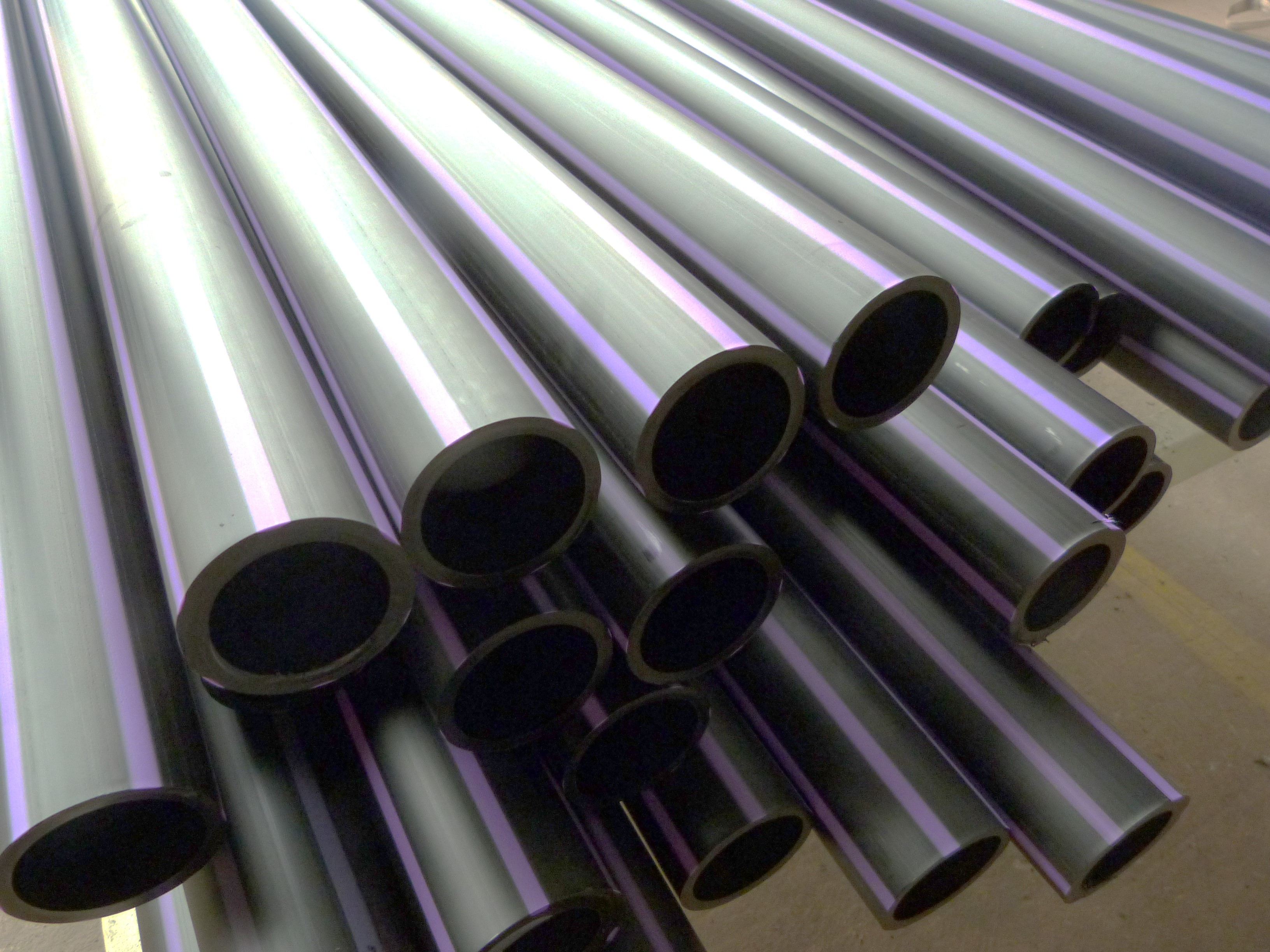
Polyethylen wird mittels Ziegler-Natta-Katalyse hergestellt

Ziegler-Natta-Katalysatoren spielen eine enorme Rolle in der Herstellung von Polyolefinen, die weltweit im Maßstab von mehreren zehn Millionen Tonnen pro Jahr hergestellt werden. Diese Katalysatoren basieren auf Titan (beispielsweise Titan(IV)-chlorid) und Aluminiumalkylen (beispielsweise Triethylaluminium), einer Katalysator-Unterlage (beispielsweise Magnesiumchlorid) sowie einem Elektronendonor (beispielsweise Ethylbenzoat). Die Polymerisation von Ethylen war früher nur unter hohem Druck möglich, bis die Arbeitsgruppe von Karl Ziegler die Polymerisation von Ethylen bei Raumtemperatur und Normaldruck entdeckte, wobei Titan(IV)-chlorid und Diethylaluminiumchlorid verwendet wurden. Ziegler und der Italiener Giulio Natta, der die Methode im industriellen Maßstab anwendete, erhielten 1963 für ihre Arbeit den Nobelpreis für Chemie.

## Olefinierungen
Verschiedene Titan-Reagenzien werden verwendet, um Alkene aus Carbonyl- und Carboxyl-Verbindungen herzustellen. Dazu gehören verschiedene Reaktionen zur Olefinierung und insbesondere der Methylenierung, sowie die McMurry-Reaktion, bei der zwei Carbonylverbindungen zu einem Alken gekuppelt werden. 

### Tebbe-Reagenz und verwandte Reagenzien

Tebbe-Reagenz

Ein wichtiges Beispiel ist das Tebbe-Reagenz, das aus Titanocendichlorid und Trimethylaluminium hergestellt wird. Durch Reaktion mit einer Lewis-Base wie Pyridin oder Tetrahydrofuran entsteht ein Schrock-Carben, das Carbonyl- und Carboxylgruppen schnell und in guter Ausbeute methylenieren kann, was als Tebbe-Methylenierung bezeichnet wird. Das verwandte Petasis-Reagenz (Dimethyltitanocen) wird aus Titanocendichlorid und Methyllithium hergestellt. Analog zum Tebbe-Reagenz bildet es ein Carben, das Carbonyl- und Carboxylgruppen methylenieren kann. Allerdings wird es durch Erhitzen aktiviert und ist deutlich stabiler als das Tebbe-Reagenz.  Das Takeda-Reagenz wird durch Reduktion von Titanocendichlorid mit Magnesium in Gegenwart von Triethylphosphit hergestellt. Dieses kann im Gegensatz zum Tebbe- und Petasis-Reagenz nicht nur Methyliden-Gruppen übertragen, stattdessen werden durch Reaktion mit Thioacetalen Carbene unterschiedlicher Konstitution gebildet, durch die entsprechende Reste übertragen werden können.

### Takai-Olefinierung und Lombardo-Reagenz
Die Takai-Olefinierung zur Umwandlung von Estern in Enolether kommt ohne Titanocendichlorid aus. Carbene werden stattdessen aus einem Dibromalkan durch Reaktion mit Zink und Titan(IV)-chlorid in Gegenwart von TMEDA hergestellt. Ein Reagenz, das aus Dibrommethan, Titan(IV)-chlorid und Zink hergestellt wird und Carbonyl- und Carboxyl-Verbindungen methylenieren kann, wird als Lombardo-Reagenz bezeichnet.

### McMurry-Reaktion
Die McMurry-Reaktion dient der Kupplung von Aldehyden und Ketonen zu Alkenen durch niedervalentes Titan. Dabei wird zunächst Titan(III)-chlorid oder Titan(IV)-chlorid reduziert, beispielsweise mit Lithium, Natrium, Kalium, KC8, Magnesium, Magnesiumamalgam, Zink oder Lithiumaluminiumhydrid. Im zweiten Schritt wird dann die Carbonylverbindung zugegeben, die gekuppelt werden soll. Als Zwischenprodukte treten dabei Carbene oder Pinacolate auf.

## Cyclopropanierung
Die Kulinkovich-Reaktion dient der Umsetzung von Carbonsäureestern zu Cyclopropanolen. Als Reagenz dient ein Titanacyclopropan, das in situ aus einem Grignard-Reagenz und beispielsweise Tetraisopropylorthotitanat hergestellt wird. Analog können in Gegenwart von Tetraisopropylorthotitanat Nitrile mit Grignard-Reagenzien in Cyclopropylamine überführt werden, beispielsweise mit Ethylmagnesiumbromid.

## Radikalische Reaktionen

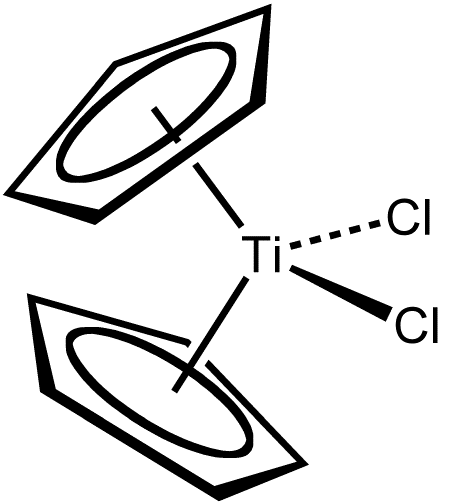
Durch Reduktion von Titanocendichlorid wird Bis(cyclopentadienyl)titan(III)-chlorid hergestellt

Bis(cyclopentadieny)titan(III)-chlorid, auch Nugent-Reagenz, kann durch Reduktion von Titanocendichlorid mit Zink in Tetrahydrofuran hergestellt werden. Alternativ können auch Aluminium oder Mangan als Reduktionsmittel verwendet werden. Das Reagenz kann für die radikalische Cyclisierung von Epoxy-Alkenen zu Cyclopentanen verwendet werden, wobei das Titan-Reagenz durch Ein-Elektronen-Reduktion des Epoxids zunächst ein Radikal erzeugt. Analog können auch andere Verbindungen mit ungesättigten Strukturen cyclisiert werden, beispielsweise Alkine, Aldehyde, Nitrile, Ketone, Ester und Amide. Neben der Cyclisierung können diese Radikale auch in anderen Reaktionen eingesetzt werden, beispielsweise durch Abstraktion eines Wasserstoff-Atoms aus 1,4-Cyclohexadien oder Tributylzinnhydrid, unter geeigneten Bedingungen auch Wasser, wobei das Epoxid zu einem Alkohol reduziert wird. Durch β-Eliminierung können Allylalkohole hergestellt werden. Es ermöglicht außerdem die radikalische Öffnung von Ozonid-Ringen, wodurch Ozonide unter anderem zu Alkanen reduziert werden können. Andere Reaktionen, die die Verbindung ermöglicht sind Pinacol-Kupplungen und Reformatzki-artige Reaktionen.

## Sharpless-Epoxidierung
Eine wichtige Reaktion, die auf Titan-Komplexen basiert, ist die Sharpless-Epoxidierung zur enantioselektiven Epoxidierung von Allylalkoholen. Dabei wird aus einer Titan(IV)-verbindung, dem Tetraisopropylorthotitanat, und einem chiralen Liganden wie Diethyltartrat (DET) ein zweikerniger Komplex gebildet. Der Allylalkohol als Edukt und das Oxidationsmittel, meist tert-Butylhydroperoxid, binden ebenfalls an das Titan. Je nach eingesetzem Isomer von DET bildet sich ein anderer Komplex, der zu einer anderen Stereoselektivität  führt. Die Stereoselektivität kann gut vorhergesehen werden, da mit einem bestimmten Enantiomer des DET immer von der gleichen Seite der prochiralen Verbindung angegriffen wird. Die Reaktion eignet sich für eine große Bandbreite an Allylalkohlen, ein klassisches Beispiel hierfür ist Geraniol. Neben der Herstellung von enantiomerenreinen Epoxyalkoholen an sich eignet sich die Reaktion außerdem für die kinetische Resolution sekundärer Allylalkohle, da bei solchen ein Enantiomer jeweils deutlich schneller epoxidiert wird als das andere. Der Nobelpreis für Chemie 2001 ging zur Hälfte an Sharpless für seine Forschung zu asymmetrischen Oxidationsreaktionen, wozu neben der Sharpless-Epoxidierung auch die asymmetrische Dihydroxylierung gehört.

Titan-Komplexe in der Sharpless-Epoxidierung

## Verwendung als Lewis-Säuren
Titan-Verbindungen werden in verschiedenen Reaktionen als Lewis-Säuren eingesetzt. So eignen sich Titanalkoholate und Titan(IV)-chlorid als Katalysatoren für die direkte Veresterung von Carbonsäuren mit Alkoholen. Andere Titankomplexe, auch chirale, werden als Lewis-Säure-Katalysatoren für Diels-Alder-Reaktionen verwendet. Mit Tetraethylorthotitanat modifizierte Zeolithe wurden als Katalysator für Mukaiyama-Aldolreaktionen verwendet.